# Androcymbium hierrense
Androcymbium hierrense là một loài thực vật có hoa trong họ Colchicaceae. Loài này được A.Santos miêu tả khoa học đầu tiên năm 1980.